# 田辺昭三
田辺昭三（たなべ しょうぞう、1933年（昭和8年）8月8日 - 2006年（平成18年）2月20日）は、日本の考古学者。須恵器の研究や、日本における水中考古学の研究に先鞭をつけたことで知られる。奈良大学助教授となり、後に同教授に昇格。京都市埋蔵文化財研究所調査部長、京都芸術短期大学教授・京都造形芸術大学教授、神戸山手大学教授。

## 経歴
出生から修学期
1933年、静岡県小笠郡菊川町（現菊川市）で生まれた。中学生だった1948年、登呂遺跡の発掘調査に参加。同年、菊川市の白岩遺跡の発掘調査も手伝った。この際東洋大学教授の和島誠一に出会い、強い影響を受けた。これらの経験を通して、早くから考古学に傾倒していった。1952年、静岡県立掛川西高等学校を卒業。立命館大学に進学し、同大学大学院を修了。
卒業後
卒業後は、平安高等学校教諭についた。
1973年2月、「平安京調査会」の発足に伴い、代表に就任した。同会は1976年11月、六勝寺研究会ならびに鳥羽離宮跡調査研究所と統合して京都市埋蔵文化財研究所となった組織であり、同所調査部長時代には、平安京跡の発掘調査を主導。また、大阪府堺市南部の陶邑窯跡群（すえむらようせきぐん）の発掘を行った。このとき出土した須恵器の編年史をまとめた研究（『須恵器大成』角川書店）が評価され、1983年には日本学士院賞を受賞した。森浩一に続いて田辺が構築した陶邑窯の須恵器編年は、「田辺編年」として知られ、古墳時代～奈良時代遺跡の年代決定の指標となり、日本考古学史に多大な影響を残した。1987年、学位論文『須恵器大成』を立命館大学に提出して文学博士号を取得。
1988年、広島県の宇治島南方で沈没船が発見された。この船は、1867年（慶應3年）に坂本龍馬らが乗船し、紀州藩の明光丸と衝突して沈没した「いろは丸」（「いろは丸展示館」の項を参照）ではないかとの声が挙がった。それを受けて田辺が所長を務める水中考古学研究所は、1988年と翌1989年の2回にわたって調査を行い、この船がいろは丸である可能性が高いとの結論を出した。
京都造形芸術大学教授時代の1995年および1996年には、中国の尼雅遺跡群の研究にも参加した。2001年初頭、劇症肝炎に罹患するが快復。
2004年3月から4月にかけて、掛川市に蔵書約20,000冊を寄贈。これを受け、掛川市立中央図書館内に「田辺文庫」が設けられた。2006年2月20日午後11時45分、肝不全のため京都市北区の病院で死去。72歳。

## 受賞
- 1983年：日本学士院賞。『須恵器大成』の功績に対して。

## 研究内容・業績
- 須恵器
- 陶邑窯
- 中村浩

## 著作
著書
- 『謎の女王卑弥呼：邪馬台国とその時代』徳間書店 1968[6]
  - 増補 徳間書店 1974
- 『古墳の謎』祥伝社ノンブック 1972
- 『須恵』(陶磁大系 4) 平凡社 1975
- 『発掘：埋もれた世界に挑む』平凡社カラー新書 1978
- 『西安案内』平凡社カラー新書 1979
- 『須恵器大成』角川書店 1981[7][8]
- 『探訪中国の史跡』角川書店 1982
- 『卑弥呼以後：甦る空白の世界』徳間書店 1982
- 『遺跡を掘る』角川書店(角川選書) 1983[9]
- 『よみがえる湖都：大津の宮時代を探る』日本放送出版協会(NHKブックス) 1983[10]
- 『古代史発見の旅』角川書店 1990

共著
- 『批評日本史 藤原鎌足』(政治的人間の系譜 1) 梅原猛・杉山二郎共著、思索社 1972
- 『古代国家の謎を追う：蘇我百年への道　対論』直木孝次郎共著、徳間書店 1982
- 『藤原鎌足とその時代：大化改新をめぐって』青木和夫共編、吉川弘文館 1997

博士論文
- 『須恵器大成』立命館大学(文学博士 乙第73号).

論文
- 田辺昭三, 佐原真「京都市梅が畑出土の銅鐸」『日本考古学協会大会研究発表要旨』昭和39年度、日本考古学協会、1964年、8-9頁。doi
- 田辺昭三「陶邑の古窯址発掘記」『日本美術工芸』第343号、日本美術工芸社、1967年、13-20頁、ISSN 09119221。
- 田辺昭三「須恵器-1-須恵器以前」『日本美術工芸』第388号、日本美術工芸社、1971年、94-101頁。
- 田辺昭三「須恵器-2-陶質土器の系譜」『日本美術工芸』第389号、日本美術工芸社、1971年、94-101頁。
- 田辺昭三「須恵器-3-須恵器の誕生」『日本美術工芸』第390号、日本美術工芸社、1971年、86-93頁。
- 田辺昭三「須恵器-4-須恵器生産の開始と展開」『日本美術工芸』第391号、日本美術工芸社、1971年、88-95頁。
- 田辺昭三「須恵器-5-須恵器生産の諸画期」『日本美術工芸』第392号、日本美術工芸社、1971年、74-81頁。
- 田辺昭三「須恵器-6-飛鳥・奈良期の須恵器」『日本美術工芸』第393号、日本美術工芸社、1971年、76-83頁。
- 田辺昭三「須恵器-7-平安時代の須恵器」『日本美術工芸』第394号、日本美術工芸社、1971年、76-83頁。
- 田辺昭三「須恵器-8-土と火の問題」『日本美術工芸』第395号、日本美術工芸社、1971年、90-96頁。
- 田辺昭三「須恵器-9-窯の構造とその変遷」『日本美術工芸』第396号、日本美術工芸社、1971年、64-71頁。
- 田辺昭三「須恵器-10-成形の技法」『日本美術工芸』第397号、日本美術工芸社、1971年、92-98頁。
- 田辺昭三「須恵器-11-焼成の技法」『日本美術工芸』第398号、日本美術工芸社、1971年、76-83頁。
- 田辺昭三「方形周溝墓随想」『淡路考古学ニュース』第8巻、淡路考古学研究会、1973年、1-1頁。doi
- 田辺昭三「大野庄慶窯跡」『淡路考古学ニュース』第9巻、淡路考古学研究会、1974年、3-3頁。doi
- 田中琢・田辺昭三「平安京を中心とした京都市域の埋蔵文化財発掘調査の記録方法の改善について」『京都市文化観光資源調査会報告書』昭和52年3月、京都市文化観光局文化財保護課、1977年、7-16頁。doi
- 田辺昭三・花田勝広「神戸市垂水区玉津町吉田南（播磨国明石郡衙）遺跡」『日本考古学協会大会研究発表要旨』昭和53年度、日本考古学協会、1978年11月、12-13頁。doi
- 田辺昭三・永田信一「京都地下鉄烏丸線建設に伴う遺跡調査の概要と調査の方法」『日本考古学協会総会研究発表要旨』昭和54年度、日本考古学協会、1979年、23-25頁。doi
- 田辺昭三「市街地内の遺跡調査について 平安京跡の場合」『難波宮址の研究』第7 報告篇、大阪市文化財協会、1981年、261-273頁。doi
- 田辺昭三「稲作農耕の系譜 弥生時代の水田址をめぐって」『静岡県史研究』第4巻、静岡県、1988年、1-7頁。doi
- 田辺昭三「海の考古学」『静岡県史研究』第10巻、静岡県、1994年、187-201頁。doi